# پیکر (فیلم)
پکر (به انگلیسی: Pecker) فیلمی محصول سال ۱۹۹۸ و به کارگردانی جان واترز است. در این فیلم بازیگرانی همچون ادوارد فرلانگ، کریستینا ریچی، بس آرمسترانگ، مری کی پلیس، مارتا پلیمپتن، برندان سکستون سوم، مینک استل، لیلی تیلور، پتی هرست، جان واترز و استیسی کیبلر ایفای نقش کرده‌اند.

## طرح
در محله ای بالتیمور که به داشتن غلیظ‌ترین لهجه محلی شهرت دارد، پکر ۱۸ ساله بی ادعا در یک مغازه ساندویچی کار می‌کند و از خانواده و دوستان دوست داشتنی اما عجیب خود عکس می‌گیرد. پکر که به خاطر عادت دوران کودکی‌اش در «نوک زدن» به غذای خود نامگذاری شده است، زمانی که دلال هنر نیویورکی، روری ویلر، کار او را «کشف» می‌کند، به‌طور غیرمنتظره‌ای محبوب می‌شود. عکس‌های پکر، که با Canon Canonet 28 ارزان‌قیمت گرفته شده‌اند، مطالعاتی دانه‌دار و خارج از فوکوس در مورد موضوعات غیر جذاب هستند، اما با کلکسیونرهای هنری نیویورک برخورد می‌کنند.
متأسفانه، پکر متوجه می‌شود که نوردهی بیش از حد آنی جنبه‌های منفی خود را دارد. تلاش‌های روری برای تبدیل پکر به یک حس هنری، تهدیدی برای از بین بردن سبک زندگی ساده ای است که الهام بخش او بود. او دوربین مسافت‌یاب قدیمی و قابل اعتماد خود را برای یک Nikon N50 جدید و با امکانات کامل رها می‌کند. پکر متوجه می‌شود که بهترین دوستش، مت، دیگر نمی‌تواند دزدی کند زیرا عکس‌های پکر دید او را افزایش داده است. شلی، دوست دختر وسواسی پکر که یک رختشویخانه را اداره می‌کند، زمانی که مطبوعات او را «الهه لکه‌ها» می‌خوانند، به‌ویژه مضطرب می‌شود و ژست‌های «پین‌آپ» خوش‌خطر او را با فیلم‌های مستهجن اشتباه می‌گیرند.
هنگامی که یک منتقد بیش از حد غیور خانواده پکر را «از نظر فرهنگی به چالش کشیده» می‌نامد، آنها شروع به احساس تابش خیره کننده ناراحت‌کننده ستاره شدن می‌کنند. مادرش جویس دیگر نمی‌تواند آزادانه راهنمایی‌های مد را به مشتریان بی‌خانمان در مغازهٔ دستفروشی‌اش بدهد. مادربزرگش، مماما، زمانی که تجربه او با مجسمه سخنگو از مریم مقدس بر روی جلد یک مجله هنری ملی فاش می‌شود، تمسخر عمومی را تحمل می‌کند، و خواهر بزرگترش تینا از شغلش اخراج می‌شود و در یک بار همجنس‌گرا می‌رقصد. عکس‌های هیجان‌انگیز پکر، شیوه‌های جنسی حامیان باشگاه را شرح می‌دهند. حتی کریسی کوچولو، خواهر شش ساله‌اش، زمانی که اختلال خوردن او آشکار می‌شود، فشار سلبریتی‌ها را احساس می‌کند و توجه ناخواسته‌ای را از سوی آژانس‌های فضول حمایت از کودکان جلب می‌کند و به اشتباه به او اختلال بیش فعالی-کمبود توجه تشخیص داده می‌شود و ریتالین تجویز می‌شود.
پکر که شهرت تازه یافته‌اش را می‌بیند که زندگی خانواده و دوستانش را مختل می‌کند، با امتناع از شرکت در یک نمایش برنامه‌ریزی شده در موزه هنر ویتنی، دنیای هنر را ناراحت می‌کند. در عوض، او مجموعه‌داران هنر نیویورک را مجبور می‌کند تا برای دیدن آخرین عکس‌های او به بالتیمور بیایند، که به طرز توهین‌آمیزی همان افرادی را نشان می‌دهد که خانواده‌اش را تحقیر کرده‌اند، با یک عکس که لین ونت‌ورث را نشان می‌دهد که سینه‌هایش را در آینه تنظیم می‌کند.
پکر در پاسخ به این سؤال که قصد دارد در آینده چه کاری انجام دهد، پاسخ می‌دهد که دوست دارد فیلمی را کارگردانی کند.

## بازیگران
ادوارد فرلونگ در نقش پکر
کریستینا ریچی در نقش شلی
لیلی تیلور در نقش روری ویلر
مری کی پلیس در نقش جویس
مارتا پلیمپتون در نقش تینا
برندن سکستون سوم در نقش مت
بس آرمسترانگ در نقش دکتر کلمپوس
لورن هالسی در نقش کریسی کوچولو
مارک جوی در نقش جیمی
مینک در نقش کاپیتان منطقه دزدید
پاتریشیا هرست در نقش لین ونتورث
ژان شرترلر در نقش مماما
آلن جی وندل در نقش آقای نل باکس
گرگ گورمن در نقش خودش
سیندی شرمن در نقش خودش
مری ویویان پیرس در نقش بانوی همجنسگرا هراسی
آنتونی راجر در نقش بیلی هکمن/دث رو دیو
داگ رابرتز در نقش آقای هکمن
پتسی گریدی آدامز در نقش خانم هکمن
سوزان گرین هیل در نقش صدای مریم باکره معجزه آسا
جان واترز (نامبرده نشده) در نقش منحرف در تلفن
استیسی کیبلر (نامگذاری نشده) در نقش بلوند در اتوبوس
برایان توماس در نقش لری لوگهد

## استقبال از فیلم
در Rotten Tomatoes، این فیلم بر اساس بررسی‌های ۴۶ منتقد، ۵۲٪ محبوبیت دارد. en:Pecker (film)#cite note-7 در متاکریتیک، بر اساس ۲۴ بررسی، امتیاز ۶۶ از ۱۰۰ را دارد که نشان‌دهنده «بررسی‌های عموماً مطلوب» است. en:Pecker (film)#cite note-8
نقد Edvins Beitiks در The San Francisco Examiner با توصیف آن به عنوان "اولین ضربه جان واترز در ساخت یک فیلم جریان اصلی" گفت: "به خوبی شروع می‌شود و بدتر از بسیاری از چیزهایی که از هالیوود بیرون می‌آید." ] راجر ایبرت در بررسی خود برای شیکاگو سان تایمز به تنش بین واترز ملایم‌تر و گذشته هرج‌ومرج او اشاره کرد. برای مثال، در صحنه‌های نوار استریپ مردانه، ما همچنان منتظریم تا واترز رها شود و ما را شوکه کند. مجسمه معجزه آسای مریم می‌توانست امکانات کمیک را فراهم کند، اما این کار را نمی‌کند." این یک تازگی سرگرم‌کننده است که از شخصیت‌پردازی‌های هوشمندانه و هوشیاری حیله‌گرانه در مورد نحوه استثمار افراد در زیر نور برجسته افراد مشهور قدرت می‌گیرد.»en:Pecker (film)#cite note-11